# Gråbrødrenes Fordrivelseskrønike
Gråbrødrenes Fordrivelseskrønike blev til i røret omkring reformationens indførelse i 1536. I Danmark blev gråbrødrene (franciskanerne) i mange tilfælde mere eller mindre voldeligt fordrevet fra deres klostre, som blev taget i brug til andre formål.
Den danske franciskaner, broder Jacob skrev derfor på latin Cronica seu brevis processus in causa expulsionis fratrum minoritarum de suis cenobiis provincie Dacie – , hvor han beskrev kloster for kloster, hvilke overgreb de havde været udsat for. 
Formålet med skriftet var at argumentere for tilbagegivelse af ordenens klostre. Herredagen, i 1534, hvor dette skulle have været behandlet, blev dog aldrig gennemført. Og efter reformationen blev der i den nye kirkelige regelsamling, Kirkeordinansen udstedt forbud mod tiggermunkenes tilstedeværelse i Danmark. Dette var i modstrid med forholdene i de øvrige klostre, hvor munke og nonner normalt fik lov til at blive boende, indtil de døde.